# Гаибов, Алимурат
Алимурат Гаибов (10 января 1915, Ходжентский уезд, Самаркандская область — 7 марта 1985, Науский район, Ленинабадская область) — участник Великой Отечественной войны, помощник командира взвода разведки 109-й отдельной гвардейской разведывательной роты 128-й гвардейской горно-стрелковой дивизии (1-я гвардейская армия 4-й Украинский фронт), гвардии сержант. Один из полных кавалеров ордена Славы, награждённых в годы войны четырьмя орденами Славы.

## Биография
Родился 10 января 1915 года в кишлаке Куштегирман (ныне — в Спитаменском районе Согдийской области Таджикистана) в крестьянской семье. Узбек по национальности. Образование неполное среднее. Работал бригадиром в колхозе.
В Красную Армию призван в октябре 1939 года Новузским райвоенкоматом Сталинабадской области. Службу проходил в 83-й Туркестанской горно-стрелковой дивизии, которая к началу Великой Отечественной войны дислоцировалась на территории Ирана. На фронте с августа 1942 года, был командиром пулеметного отделения в составе 100-го горно-стрелкового полка той же дивизии. Участвовал в обороне Северного Кавказа, за отличие в боях за освобождению Кубани награждён орденом Красной Звезды.
В составе этой дивизии, ставшей 128-й гвардейской, прошел весь боевой путь до победы. К осени 1944 года гвардии сержант Гаибов воевал уже в дивизионной разведке, в 109-й отдельной гвардейской разведывательной роте, был командиром отделения, затем помощником командира взвода.
В октябре 1944 года гвардии сержант Алимурат Гаибов установил место стыка частей неприятеля на переднем крае в районе населённого пункта Велька-Поляна (Словакия). С радиостанцией он прошёл в этом месте во вражеский тыл, где собрал ценные сведения для советского командования. Приказом по частям 128-й гвардейской горно-стрелковой дивизии (№ 38/н) от 6 ноября 1944 года гвардии сержант Гаибов Алимурат награждён орденом Славы 3-й степени.
В декабре 1944 года в трудных условиях стабильной обороны противника гвардии сержант Гаибов тщательным наблюдением установил точное начертание немецкого переднего края перед фронтом дивизии. В ночном поиске 8 декабря 1944 года в районе населённого пункта Кравьяни (в 29 километрах северо-восточнее города Кошице, Словакия) захватил «языка», который выдал ценные сведения. Отважный разведчик был ранен, но не покинул поля боя. Был представлен к награждению орденом Славы 2-й степени.
Член ВКП(б)/КПСС с 1945 года.
1 января 1945 года в трудных условиях горно-лесной местности гвардии сержант Гаибов в составе разведгруппы проник в тыл противника в районе господствующей высоты. Разведчики внезапной атакой с тыла захватили батарею из четырех орудий и атаковали противника, оборонявшего высоту. Огнём из автоматов и гранатами рассеяли превосходящие силы противника, захватили два крупнокалиберных пулемета, несколько автоматов и винтовок, взяли контрольного пленного и захватили высоту. Сам Гаибов в это бою огнём из автомата уничтожил 7 гитлеровцев.
8 января 1945 года командиром разведроты был представлен к награждению орденом Красного Знамени, но так как приказ по предыдущему награждению еще не был подписан, да и дивизия тогда действовала в интересах другой армии, командующим 18-й армии статус награды был изменен.
Приказом по войскам 1-й гвардейской армии (13/н) от 10 января 1945 года гвардии сержант Гаибов Алимурат награждён орденом Славы 2-й степени.
Приказом по войскам 18-й армии от 31 января 1945 года (№ 37/н) гвардии сержант Гаибов Алимурат награждён вторым орденом Славы 2-й степени. Награда вручена в 1967 году.
27 января 1945 года гвардии сержант Алимурат Гаибов во главе группы разведчиков умело действовал с десантом на самоходных артиллерийских установках в населённом пункте Мшана-Дольна (северо-западнее города Новы-Сонч, Малопольское воеводство, Польша). В уличном бою лично уничтожил 6 гитлеровцев. 3 февраля 1945 года во вражеском тылу в 27 километрах юго-восточнее польского города Бельско-Бяла (Польша) напал на вражеский обоз, пленил двух гитлеровцев, захватил санки с лошадью, продовольствие и несколько автоматов и винтовок. 21 апреля 1945 года с группой разведчиков захватил пленного, давшего ценную информацию, награждён вторым орденом Красной Звезды.
Указом Президиума Верховного Совета СССР от 29 июня 1945 года за образцовое выполнение заданий командования в боях с немецко-фашистскими захватчиками гвардии сержант Гаибов Алимурат награждён орденом Славы 1-й степени (№ 821), став полным кавалером ордена Славы.
В октябре 1945 года старшина Гаибов Алимурат демобилизован. Вернулся на родину — в Куштегирман. До выхода на пенсию работал заместителем председателя колхоза, затем начальником хлопкоприёмного пункта.
Скончался 7 марта 1985 года.

## Награды
- Орден Славы 1-й степени (№ 821)
- Два ордена Славы 2-й степени (№ 9836 и № 36043)
- Орден Славы 3-й степени (№ 19268)
- Орден Красного Знамени
- Два ордена Красной Звезды (10.06.1943, 18.05.1945)
- Орден Отечественной войны 1-й степени (11.03.1985)
- Медали

## Память
- Одна из улиц и общеобразовательная школа номер десять кишлака Куштегирман носит имя Алимурата Гаибова.